# 陈丽君
陈丽君（1992年5月9日—），浙江嵊州人，中国越剧女演员，國家三級演員，工尹派小生，浙江小百花越剧团青年演员，浙江省戏剧家协会会员，中国戏剧家协会会员。
2005年，进入嵊州市越剧艺术学校学习，工花旦。2008年，就读小百花越剧班，转工小生。2011年，获文化部全国艺术院校“文华奖”地方戏组金奖。2013年，入职浙江小百花越剧团。2017年，获得浙江省“新松计划”青年演员大奖赛金奖。2019年，主演的越剧《何文秀》首演；同年，获“越美中华”全国青年演员大汇演金艺奖。2020年，在浙江艺术职业学院第三届金鹄奖电影节上首演《葬花吟》。2021年，获得《擂响中华》第三季“中国戏曲十大青年领军人物诞生记”冠军。2022年，参加央视“启航2023-中央广播电视总台跨年晚会”。2023年，主演的越剧电影《汉文皇后》首映；同年，获得浙江卫视《中国好声音·越剧特别季》越声桂冠奖。2024年，参加湖南卫视综艺《乘风2024》并在成团夜成团；同年，担任“中法传统文化交流大使”，凭借《珍珠塔·惊塔》获第七届浙江戏剧奖·金桂表演奖。2025年，参加中央广播电视总台《2025年春节联欢晚会》；同年，领衔主演的首部原创大戏《我的大观园》首演；此外，入选2025年度中国青年五四奖章，成为首位获此殊荣的传统戏曲演员。

## 早年经历
学艺历程

陈丽君出生于越剧的发源地浙江省嵊州市。作为茶农的父母颇为忙碌，经常通宵达旦地在加工厂制茶。年幼的陈丽君常常在半夜醒来后，独自摸黑到加工厂寻找父母，而大人们也会在制茶的过程中教她哼唱越剧小调，陈丽君听着长辈唱“我家有个小九妹”长大，逐渐生发出对越剧的热爱。小学时，由于班上的音乐老师热爱越剧，因此经常在课堂上听越剧。因为声音条件不错，陈丽君总是代表学校参加唱歌比赛。小学毕业，音乐老师推荐她去报考嵊州越剧艺术学校。自此，她的命运发生了改变。
2005年，陈丽君进入嵊州市越剧艺术学校学习，工花旦。她在该学校待了3年，在学习唱念做打的一招一式里，她对越剧的热爱逐渐加深，越剧逐渐成为她生命里不可分割的一部分。2008年，在结束嵊州市越剧艺术学校的学习之后，陈丽君继续求学。其间，恰逢浙江小百花越剧团首次与浙江艺术职业学院联合开办五年制的“小百花越剧班”。在获知消息后，陈丽君参加了考试，成为她从艺路上的转折。然而，学了3年花旦的她被老师建议转成小生，形体、眼神都要推倒重来。特别是声腔部分，她花了多年时间调整，还一度因为用嗓过猛进了医院。2013年7月2日，陈丽君在2008级小百花越剧班毕业汇报作品《步步惊心》中担任主角，饰冷傲霸气的四爷雍正；该剧还于同年10月在上海艺海剧院演出。
入职剧团

2013年7月，毕业后的陈丽君入职浙江小百花越剧团。刚到团里，她就意识到了和专业演员之间的差距。那时，仅是为了争取一个跑龙套的机会，陈丽君也时常日夜奋力地练习。同年10月25日，参加央视CCTV-11戏曲栏目《青春戏苑》，在剧目《断桥·急忙忙奔出了金山禅堂》中饰演许仙。
2014年1月，作为穿·越剧《步步惊心》的剧组成员登上湖南卫视节目《天天向上》，在剧中饰演雍正，她的表演给导演组留下了深刻印象。2017年开始，她陆续参加了浙江省级以及全国的越剧及多种剧的比赛。在比赛过程中，她的技艺得以精进，抗压力得到了增长，也积累了更丰富的舞台经验，同时收获了更多的认可和关注。

## 演艺经历
崭露头角

2018年2月8日，陈丽君作为表演嘉宾参加《2018湖南卫视春节联欢晚会》，与李玉刚联袂表演《刚好遇见你》。在一段“天上掉下个林妹妹”唱段表演之后，获得一定的关注与热度。同月，在央视CCTV-11戏曲频道空中剧院《璀璨梨园》大型系列戏曲演唱会上，表演了越剧《五女拜寿·奉汤》 。同年9月，参加浙江影视娱乐频道《戏相逢》栏目，演出《步步惊心·一盏灯》。
2019年1月29日，作为表演嘉宾参加《2019湖南卫视春节联欢晚会》，参与演唱《诗人的旅途》《化蝶》。同年，在小百花越剧团的支持下，主创团队对《珍珠塔·惊塔》进行了整理创作和重新设计，广泛吸纳了各剧种的优点，再将之越剧化。几天后创作团队让《惊塔》登上了舞台，并最终获得了“越美中华”全国青年演员大汇演金艺奖。同年，陈丽君迎来了毕业之后第一次担纲主演的大戏《何文秀》。10月12日，《何文秀》在舟山艺术剧院首演，陈丽君将何文秀演绎得青春洋溢，细腻活泼，她的能力得到了全方位的锻炼和提升。
2020年4月14日，陈丽君参加央视CCTV-11戏曲频道“戏曲青年说”，表演越剧《五女拜寿·奉汤》选段。6月23日，在杭州剧院上演的《白兔记》中饰“咬脐郎”刘承佑。9月，参加湖北卫视和白燕升团队联合打造的《戏码头》全国青年戏曲挑战赛。11月23日，参加浙江艺术职业学院第三届金鹄奖电影节《葬花吟》的首演，饰贾宝玉。
2021年1月，参加戏曲电视文化类节目《擂响中华》第三季“中国戏曲十大青年领军人物诞生记”的录制，并获得冠军。7月2日，参加由爱奇艺出品的综艺《萌探探探案》第一季第7期录制，饰许仙。7月9日，参加央视CCTV-11戏曲频道《一鸣惊人》，表演《五女拜寿·奉汤》饰邹士龙。8月9日，参加央视CCTV多频道联播杭州亚运会城市宣传片，饰梁山伯。
2022年1月26日，参加2022湖南卫视小年夜春晚《戏韵芳华》，表演《红楼梦·天上掉下个林妹妹》，饰贾宝玉。2月1日，参加浙江卫视“虎年新春美好夜”《越韵青春》，表演《何文秀·桑园访妻》饰何文秀。3月20日，参加浙江卫视“中国好时节”春分篇，表演《晴春蝶戏》，饰梁山伯。6月3日，参加湖南卫视“春天花会开”担任助力嘉宾，表演《梦回红楼》，饰贾宝玉。6月24日，参加浙江卫视国际频道“大世界文化遗产国际传播”系列片第二集《在西湖遇见爱》，饰梁山伯。11月6日，参加浙江卫视《中国好声音·越剧特别季》，第一轮盲选，演唱《沙漠王子·叹月》。12月19日，参加浙江卫视《中国好声音·越剧特别季》，表演《宙》，饰周仁。12月31日，参加央视“启航2023-中央广播电视总台跨年晚会”，演唱歌曲《写给明天的一首新歌》。同日，参加央视“启航2023-中央广播电视总台跨年晚会”，与李玉刚再次合作歌曲《刚好遇见你》，表演《天上掉下个林妹妹》饰贾宝玉。
快速发展

2023年1月22日，参加浙江卫视《2023越剧春节联欢晚会》，在剧目《梁祝·十八相送》中饰演梁山伯；同日，参加中央广播电视总台《2023年春节戏曲晚会》，在《红楼梦》片段中饰贾宝玉。5月12日，参加环境式越剧《新龙门客栈》首演，饰演贾廷；随着该剧的传播，陈丽君登上了短视频平台的热榜，她的抖音粉丝突破200万。7月，参加“戏聚长治·唱响盛世——非常梨园直播周”系列戏曲演出活动。9月26日，在小百花越剧场参加新版《梁山伯与祝英台》（文旅融合版）首演，饰梁山伯。10月12日，参加中央广播电视总台2024品牌强国工程发布活动，表演《何文秀·桑园访妻》片段，饰何文秀。11月，陈丽君携越剧《珍珠塔·惊塔》亮相由中宣部文艺局、中国文联国内联络部和相关全国文艺家协会共同主办的“艺苑撷英——2023年全国优秀青年艺术人才展演”。12月8日，主演的越剧电影《汉文皇后》在浙江杭州首映，在片中饰演窦广平；该片于同年12月18日正式公映，成为“2023年戏曲电影内地票房亚军”。
2024年，陈丽君继续在各种场合推广越剧，以女性的细腻情感和多元化视角去创新表达传统文化，让越来越多的年轻人爱上传统戏剧。1月1日，作为表演嘉宾参加《2024年新年戏曲晚会》，在剧目《梁祝·十八相送》中饰演梁山伯。1月27日，参加央视频《航天之夜》太空奇幻晚会，表演短片《一粒种子改变世界》。2月8日，参加CCTV-3《欢欢喜喜过大年》。2月9日，作为表演嘉宾参加《2024年中央广播电视总台春节联欢晚会》，在剧目《梁山伯与祝英台》选段中饰演梁山伯。2月10日，参加《百花迎春·中国文学艺术界2024春节大联欢》，在环境式越剧《新龙门客栈》选段中饰演贾廷。2月11日，参加《2024总台春节戏曲晚会》，在剧目《孔雀东南飞·惜别离》选段中饰演焦仲卿。2月24日，参加《2024年中央广播电视总台元宵晚会》，表演《梁祝》选段，饰梁山伯。5月1日，参加《中国梦·劳动美——2024年“五一”国际劳动节“心连心”特别节目》，演唱歌曲《每一个春天》。6月，参加湖南卫视综艺《乘风2024》，在成团夜成团，并获年度人物。她表演的舞台《天命》《发如雪》等，都将越剧和流行音乐结合。7月21日，参加的综艺《我们的歌第六季》播出。8月4日，参加大众电影百花奖第37届颁奖典礼，演唱电影《白蛇：浮生》主题曲《浮生一白》。9月17日，作为表演嘉宾参加《中央广播电视总台2024年中秋晚会》，表演《君是山》。10月14日，参加浙江小百花越剧院法国巡演，在剧目《红楼梦·葬花吟》中扮演贾宝玉。11月15日，被推选为2023“中国非遗年度提名人物”。12月，演唱的电视剧《清明上河图密码》片尾曲《大梦歌》发布。12月31日，参加哔哩哔哩“最美的夜”跨年晚会，与虚拟歌手洛天依演绎《戏游九州》，婉转的戏腔搭配洛天依独特电音，将昆曲《牡丹亭》、越剧《梁山伯与祝英台》、京剧《霸王别姬》等剧目唱段串联。同年，获得第七届浙江戏剧奖·金桂表演奖、首届“电影中国”戏曲电影大展最佳男主角。
2025年1月，陈丽君在哔哩哔哩网开设一档科普戏曲知识的栏目。1月26日 ，参加《2025河南春节晚会》，表演戏歌《一梦浮生》。1月28日，参加《2025年中央广播电视总台春节联欢晚会》，表演小品《借伞》。1月30日，参加《中央广播电视总台2025年春节戏曲晚会》，表演创意剧空间《我的大观园》。1月30日，参加《越韵中国年——2025越剧春节晚会》，表演越剧《断桥·下山》《我的大观园·谁是知心人》。2月12日，参加《2025湖南卫视芒果TV元宵喜乐会》，表演节目《大圣新章》。2月，入选2024有影响力的《中国妇女》时代人物。4月，入围2025年度中国青年五四奖章，成为首位获此殊荣的传统戏曲演员。5月起，领衔主演的越剧《我的大观园》在中国开始巡演，覆盖杭州、北京、绍兴、新昌、成都、南宁、武汉、南京、苏州、重庆、长沙等城市。5月4日，作为表演嘉宾参加《青春赞歌——2025五四青年节特别节目》，与周柏豪演唱歌曲《铁血丹心》。5月9日，回归参加女性音乐竞演综艺《乘风2025》，和本季姐姐们携手上演合作秀。5月31日，参加节目《奋楫家国——沈水欢歌颂端阳》，与叶童演唱戏歌《浮生一白》。6月28日，参加综艺节目《你好时光》播出和中央广播电视总台推出的节目《城市风华录》杭州篇播出。7月12日， 演唱的电影《戏台》片尾曲《桂枝香・金陵怀古》上线，古典诗词与悠扬的旋律相结合，在影片结尾处响起，瞬间升华了影片的主题。

## 艺术特色
表演风格

在越剧表演中，陈丽君融入了对越剧创作的个性化理解。其所扮演的角色是越剧小生，加上由花旦转小生的从艺经历，让她既有着女性本身的柔美，也能展现出男性的俊朗。她在戏曲舞台中展现男性角色的手、眼、身、法、步，赋予男性角色梦幻的特质。其表演上不仅松弛、自然，也禁得起放大看细节。她不会擅自修改剧本，但会在尊重编剧的基础上，进行讨论与互动，在台词与唱词的表现上颇为走心。另外，陈丽君和其团队还在保留浙派越剧特有唱腔的基础之上，在唱词节奏、人物造型方面做出了更贴近现代观剧审美的调整改编。
唱腔特点

陈丽君的唱腔以传统越剧尹派为基础，融合清亮与柔美特质。她的情绪饱满，唱有韵味且沉得住气，基本功扎实，对于技巧的运用漂亮且有机，超出了越剧小生的常规要求，能够深入诠释人物角色。

## 人物评价
陈丽君自幼就对越剧满怀热爱，被称为“练功房女孩”，她以不懈努力和艰辛付出，以细腻入微、真挚动人的演绎，为传统艺术注入新活力，成功将越剧这一古老艺术形式发扬光大，让越剧成为跨越语言、跨越山海和跨越时间的艺术载体。（《中国妇女》评）
陈丽君在各种场合推广越剧，以女性的细腻情感和多元化视角去创新表达传统文化，展现出属于新时代年轻女性的文化自信。她在舞台上单手抱着搭档“转圈圈”的潇洒，俘获了一众小迷妹。看似轻松的演绎，实则是十几年如一日磨炼自己，对人物反复琢磨，并注入自己的感情，才最终得到广大群众的喜爱。（潮新闻评）
为了再现贾宝玉经典形象，陈丽君反复排练“滚落台阶”的高难度动作，让大众看到了精益求精的艺术追求。陈丽君可以称得上是演艺圈的“新晋顶流”，归根结底是大众对她才情和品行的认可。她把绝大部分时间都投入在练功房中，对演出有一份近乎偏执的敬畏，并且能够守正创新给传统戏曲带来新的生命力。不仅在艺术创作上登峰造极，还以高尚的道德品质成为行业楷模，传递正能量，引导社会风气，这不仅是对陈丽君的注解，更是对所有文艺工作者的启示。（《中国妇女报》评）

## 越剧作品
| 年份           | 剧目名称                                 | 饰演             |
| -------------- | ---------------------------------------- | ---------------- |
| 2013年7月2日   | 毕业汇报演出《步步惊心》                 | 饰四爷雍正       |
| 2013年10月7日  | B组《步步惊心》                          | 饰四爷雍正       |
| 2019年10月12日 | 《何文秀》                               | 饰何文秀         |
| 2020年6月23日  | 《白兔记》                               | 饰“咬脐郎”刘承佑 |
| 2020年11月23日 | 《葬花吟》                               | 饰贾宝玉         |
| 2023年5月12日  | 《新龙门客栈》                           | 饰贾廷           |
| 2023年9月26日  | 《新版《梁山伯与祝英台》（文旅融合版）》 | 饰梁山伯         |
| 2025年1月19日  | 《我的大观园》                           | 饰贾宝玉         |

## 影视作品
| 年份 | 片名       | 饰演   | 备注                           |
| ---- | ---------- | ------ | ------------------------------ |
| 2023 | 汉文皇后   | 窦广平 | 越剧电影，该角色为窦皇后的胞弟 |
| 2024 | 新龙门客栈 | 贾廷   | 越剧纪实电影                   |

## 音樂作品
| 發行時間       | 歌曲名稱         | 备注                                                         |
| -------------- | ---------------- | ------------------------------------------------------------ |
| 2024年6月24日  | 俠客吟           | 越剧纪实电影《新龙门客栈》的主题曲                           |
| 2024年8月23日  | 浮生一白         | 电影《白蛇：浮生》主題曲，与陈昊宇共同演唱，并收录于同名专辑 |
| 2024年9月13日  | 赴               | 個人首支單曲                                                 |
| 2024年9月29日  | 摯愛             | 中华人民共和国成立75周年青春献礼曲，与胡夏共同演唱           |
| 2024年11月6日  | 传越             | 單曲                                                         |
| 2024年11月6日  | 望月             | 單曲                                                         |
| 2024年12月24日 | 大梦歌           | 电视剧《清明上河图密码》片尾曲                               |
| 2024年12月25日 | 秋遇             | 單曲                                                         |
| 2024年12月31日 | 戏游九州         | 《天依游学记·歌行·戏曲季》主题单曲                           |
| 2025年7月19日  | 桂枝香・金陵怀古 | 电影《戏台》片尾曲                                           |
| 2025年8月4日   | 卿卿如晤         | 纪录片《中华》第二季 : 刻骨铭心主题曲                        |

## 综艺节目
| 年份 | 节目                                                     | 频道/平台        | 备注                                                            |
| ---- | -------------------------------------------------------- | ---------------- | --------------------------------------------------------------- |
| 2014 | 天天向上                                                 | 湖南卫视         | [ 2 ]                                                           |
| 2018 | “空中剧院”《璀璨梨园》大型系列戏曲演唱会                 | CCTV-11          | 表演越剧《五女拜寿·奉汤》                                       |
| 2018 | 戏相逢                                                   | 浙江影视娱乐频道 | 表演《步步惊心·一盏灯》                                         |
| 2019 | 湖南卫视春节联欢晚会                                     | 湖南卫视         | 与郑晓、郑云龙、阿云嘎合作演唱《诗人的旅途》《化蝶》            |
| 2020 | “戏曲青年说”                                             | CCTV-11          | 表演越剧《五女拜寿·奉汤》选段                                   |
| 2020 | 《戏码头》全国青年戏曲挑战赛                             |                  |                                                                 |
| 2021 | 《擂响中华》第三季“中国戏曲十大青年领军人物诞生记”       |                  | 获得冠军                                                        |
| 2021 | 萌探探探案                                               | 爱奇艺           | 在第七期中饰演NPC许仙                                           |
| 2021 | “一鸣惊人”                                               | CCTV-11          | 表演《五女拜寿·奉汤》，饰邹士龙                                 |
| 2022 | 小年夜春晚《戏韵芳华》                                   | 湖南卫视         | 表演《红楼梦·天上掉下个林妹妹》，饰贾宝玉                       |
| 2022 | “虎年新春美好夜”《越韵青春》                             | 浙江卫视         | 表演《何文秀·桑园访妻》饰何文秀                                 |
| 2022 | “中国好时节”春分篇                                       | 浙江卫视         | 表演《晴春蝶戏》，饰梁山伯                                      |
| 2022 | “春天花会开”                                             | 湖南卫视         | 表演《梦回红楼》，饰贾宝玉                                      |
| 2022 | 《中国好声音·越剧特别季》                                | 浙江卫视         | 第一轮盲选，演唱《沙漠王子·叹月》                               |
| 2022 | 《中国好声音·越剧特别季》                                | 浙江卫视         | 表演《宙》，饰周仁 茅威涛战队成员，获“越声桂冠奖”               |
| 2022 | 央视“启航2023-中央广播电视总台跨年晚会”                  | CCTV-1           | 演唱歌曲《写给明天的一首新歌》                                  |
| 2023 | 《2023年春节戏曲晚会》                                   | CCTV-1           | 表演《红楼梦》片段，饰贾宝玉                                    |
| 2023 | “2023越剧春节联欢晚会”                                   | 浙江卫视         | 表演新版《梁祝·十八相送》，饰梁山伯                             |
| 2023 | 戏剧中国心                                               | 浙江卫视         | 飞行嘉宾 表演《陆游与唐琬·钗头凤》，饰陆游                      |
| 2023 | 《奔跑吧少年》第四季                                     | 中国蓝TV         |                                                                 |
| 2023 | “戏聚长治·唱响盛世—非常梨园直播周”系列戏曲演出活动       |                  | 表演《梁祝·十八相送》，饰梁山伯                                 |
| 2023 | 杭州第19届亚运会开幕式欢迎宴会                           |                  | 表演新版《梁祝·十八相送》，饰梁山伯                             |
| 2023 | 2024品牌强国工程发布活动                                 | CCTV-1           | 表演《何文秀·桑园访妻》片段，饰何文秀                           |
| 2024 | “2023微博之夜”                                           |                  |                                                                 |
| 2024 | 《2024年新年戏曲晚会》                                   | CCTV-1           | 表演新版《梁祝·十八相送》，饰梁山伯                             |
| 2024 | 河南卫视春晚                                             | 河南卫视         | 表演青春越剧《断桥·桥会》，饰许仙                               |
| 2024 | 央视频《航天之夜》太空奇幻晚会                           | CCTV-1           | 表演短片《一粒种子改变世界》                                    |
| 2024 | 《欢欢喜喜过大年》                                       | CCTV-3           | 表演《梁祝·十八相送》，饰梁山伯                                 |
| 2024 | 2024年中央广播电视总台春节联欢晚会                       | CCTV-1           | 表演《梁山伯与祝英台》选段，饰梁山伯                            |
| 2024 | 《百花迎春·中国文学艺术界2024春节大联欢》                | 江苏卫视         | 表演环境式越剧《新龙门客栈》选段，饰贾廷                        |
| 2024 | 《龙耀2024·追光正当燃》                                  | 浙江卫视         | 演唱《如愿》                                                    |
| 2024 | 东方卫视春晚                                             | 东方卫视         | 演唱《游山恋》                                                  |
| 2024 | 《2024央视总台春节戏曲晚会》                             | CCTV-1           | 表演《孔雀东南飞·惜别离》选段，饰焦仲卿                         |
| 2024 | 越剧春晚                                                 | 浙江卫视         | 表演《五女拜寿·奉汤》，饰邹士龙；表演《新龙门客栈》选段，饰贾廷 |
| 2024 | 《2024年中央广播电视总台元宵晚会》                       | CCTV-1           | 表演《梁祝》选段，饰梁山伯                                      |
| 2024 | 《2024湖南卫视芒果TV元宵喜乐会》                         | 湖南卫视         | 表演《新龙门客栈·江湖一梦》，饰贾廷                             |
| 2024 | 我想和你唱 (第五季)                                      | 湖南卫视         | 与韩红同台合唱《沧海一声笑》                                    |
| 2024 | 《中国梦·劳动美—2024年“五一”国际劳动节“心连心”特别节目》 | CCTV-1           | 演唱《每一个春天》                                              |
| 2024 | 乘風2024                                                 | 芒果TV           | 获得第二名 并获得【乘风年度人物】                               |
| 2024 | 《你好，星期六》                                         | 湖南卫视         | 與劉忻、戚薇、何潔、蔡文靜、陳昊宇、蘇醒共同出演                |
| 2024 | 我们的歌 (第六季)                                        | 东方卫视         | 第一期《凤求凰》，第二期与刘宇宁合唱《寻一个你》                |
| 2024 | 大众电影百花奖第37届颁奖典礼                             |                  | 演唱电影《白蛇：浮生》主题曲《浮生一白》                        |
| 2024 | 《2024中秋奇妙游》                                       | 河南卫视         | 演唱《一骑红尘》                                                |
| 2024 | 《中央广播电视总台2024年中秋晚会》                       | CCTV-1           | 表演《君是山》                                                  |
| 2024 | 浙江小百花越剧院法国巡演                                 |                  | 在《红楼梦·葬花吟》中扮演贾宝玉                                 |
| 2024 | 12月31日，B站“最美的夜”跨年晚会                          | bilibili         | 与虚拟歌手洛天依演绎《戏游九州》                                |
| 2025 | 2025河南春节晚会                                         | 河南卫视         | 表演戏歌《一梦浮生》                                            |
| 2025 | 2025年中央广播电视总台春节联欢晚会                       | CCTV-1           | 表演小品《借伞》                                                |
| 2025 | 中央广播电视总台2025年春节戏曲晚会                       | CCTV-1           | 表演创意剧空间《我的大观园》                                    |
| 2025 | 越韵中国年—2025越剧春节晚会                              | 浙江卫视         | 表演越剧《断桥·下山》《我的大观园·谁是知心人》                  |
| 2025 | 2025湖南卫视芒果TV元宵喜乐会                             | 湖南卫视         | 表演节目《大圣新章》                                            |
| 2025 | 青春赞歌—2025五四青年节特别节目                          | CCTV-1           | 与周柏豪演唱歌曲《铁血丹心》                                    |
| 2025 | 乘風2025                                                 | 芒果TV           | 師姐合作秀                                                      |
| 2025 | 奋楫家国—沈水欢歌颂端阳                                  | CCTV-1           | 与叶童演唱戏歌《浮生一白》                                      |
| 2025 | 城市风华录                                               | CCTV-1           | 杭州篇                                                          |
| 2025 | 中华文明史诗·纪录片《中华》第二部《刻骨铭心》            | 北京卫视         | 第一集《天启》中饰演妇好                                        |
| 2025 | 你好时光                                                 | CCTV-3           |                                                                 |

## 获奖记录
| 获奖年份  | 荣誉奖项名称                                                         |
| --------- | -------------------------------------------------------------------- |
| 2013      | 浙江艺术职业学院“十佳大学生”                                         |
| 2022-2023 | 2022-2023年度浙江省青年岗位能手                                      |
| 2024      | 中华网2023年十大新青年                                               |
| 2024      | 浙江省文化广电和旅游厅公布省级系统“七一”受表彰：省直机关优秀共产党员 |
| 2025      | 2024年度女性新闻人物                                                 |
| 2025      | 2024有影响力的《中国妇女》时代人物                                   |
| 2025      | 第13届浙江青年五四奖章                                               |
| 2025      | 2025年度中国青年五四奖章                                             |

| 获奖年份 | 影视类奖项名称                         | 获奖作品   |
| -------- | -------------------------------------- | ---------- |
| 2024     | 首届“电影中国”戏曲电影大展：最佳男主角 | 新龙门客栈 |

| 获奖年份 | 艺术类奖项名称                                   | 获奖作品              |
| -------- | ------------------------------------------------ | --------------------- |
| 2008     | 雏凤争鸣浙江电视学员挑战赛金奖                   | 折子戏《窦娥冤·斩娥》 |
| 2011     | 文化部全国艺术院校“文华奖”地方戏组金奖           | 折子戏《珍珠塔·失塔》 |
| 2013     | 浙江省第十二届戏剧节优秀表演奖                   | 步步惊心              |
| 2014     | 第三届中国越剧艺术节：青年演员优秀表演奖         | 步步惊心              |
| 2017     | 浙江省“新松计划”青年演员大奖赛金奖               | 折子戏《周仁哭坟》    |
| 2019     | “越美中华”全国青年演员大汇演：金艺奖             | 折子戏《珍珠塔·惊塔》 |
| 2020     | 《戏码头》全国青年戏曲挑战赛：优秀表演奖         | 折子戏《珍珠塔·惊塔》 |
| 2021     | 《擂响中华》第三季“中国戏曲十大青年领军人物”冠军 |                       |
| 2023     | 浙江卫视《中国好声音·越剧特别季》“越声桂冠奖”    | 折子戏《周仁哭坟》    |
| 2023     | 2023年全国地方戏精粹展演：表演艺术传承英才       | 《珍珠塔·惊塔》       |
| 2024     | 2023微博之夜：微博年度新锐艺人                   |                       |
| 2024     | 第七届浙江戏剧奖·金桂表演奖                      |                       |

## 杂志写真
- 2025年 - 《中国妇女》2025年2月号/月刊/正刊封面、内页 中国内地杂志
- 2025年 - 《新视线MadameFigaro Mode》2025年3月号/月刊/正刊封面、内页 中国内地杂志